# Jean-François Liegme
Jean-François Liegme (* 10. Mai 1922 in Genf; † 29. Juli 1977 ebenda) war ein Schweizer Maler. Sein Werk umfasst Malerei, Monotypie, Mosaike und Wandmalerei. Liegme gilt als wichtiger Vertreter des Tachismus und der lyrischen Abstraktion, die von fernöstlicher Kalligrafie und Gedankengut inspiriert ist. 

## Leben und Werk
Jean-François Liegme unterbrach 1941 sein Medizinstudium und belegte danach bis 1945 Kurse an der École des beaux-arts in Genf bei Alexandre Blanchet. Zu seinen Freunden zählten u. a. Maurice Blanchet, Robert Hainard und Rigassi. Zudem war er als begeisterter Ornithologe mit dem späteren Ornithologen, Lehrer und Übersetzer Paul Géroudet befreundet. 
Anschliessend hielt sich Liegme bis 1947 in Paris auf, wo er sich das Atelier mit dem Graveur und Maler Jacques Houplain teilte. Zudem hatte er Kontakt zu Alberto Giacometti und war mit Marino Marini befreundet. In seinen Anfängen war Jean-François Liegme ein Anhänger der figurativen Kunst. So schuf er Werke, die Maurice Barraud, René Auberjonois und Alexandre Cingria nahestanden. Jean-François Liegme stellte seine Werke in Einzelausstellungen zwischen 1959 und 1962 in Paris und danach bis 1967 in Zürich aus.
1947 heiratete er die Malerin Marie Jacqueline Liegme-Choisy. Zusammen hatten sie drei Söhne. Liegme lebte ab 1948 in Genf, wo er auch regelmässig in der Galerie Georges Moos ausstellte. Zudem schuf er ab 1953, zum Teil monumentale, Werke im öffentlichen Raum von Genf.
Jean-François Liegme erhielt 1949 und 1956 ein eidgenössisches Kunststipendium sowie 1952 ein Kiefer Hablitzel Stipendium und den Bourse Lissignol-Chevalier. 1950 erhielt er für seine Illustration Pferde und Kanonen zum Text von Jean-François Piguet den Preis für schöne Bücher in Olten. 
Unter dem Einfluss seiner Malerfreunde Paul Klee, Nicolas de Staël, Sam Francis und insbesondere Charles Rollier schuf er während eines Aufenthalts in L’Estartit in Spanien seine ersten abstrakten Werke, die Bark- Serie. Im gleichen Jahr erfuhr Liegme, dass er an Agammaglobulinämie litt und sich wie Sam Francis wöchentlich in Bern einer medizinischen Behandlung unterziehen musste. In dieser Zeit lernte er Otto Tschumi kennen, der ihn in die Monotypie-Technik einführte.
Jean-François Liegme unternahm zusammen mit seiner Familie ab 1964 mehrere Reise nach Griechenland. So entstanden zwischen 1965 und 1968 auf Kreta die Women-Lunes Serie. Als Marie Jacqueline Liegme-Choisy schwer erkrankte und schliesslich 1975 starb, schuf Liegme entsprechend schwere Werke. Ein Jahr vor seinem Tod besuchte er in Berlin den Maler Pierre Tal-Coat. Wieder in Genf schuf er die Gras-Writings-Serie.